# Poecilocapsus lineatus
Poecilocapsus lineatus är en insektsart som först beskrevs av Fabricius 1798.  Poecilocapsus lineatus ingår i släktet Poecilocapsus och familjen ängsskinnbaggar. Inga underarter finns listade i Catalogue of Life.